# Villamblain
Villamblain é uma comuna francesa na região administrativa do Centro, no departamento Loiret. Estende-se por uma área de 25,22 km². Em 2010 a comuna tinha 295 habitantes (densidade: 11,7 hab./km²).